# Angel Karatančev
Angel Karatančev ((mak.) Ангел Каратанчев, Asenovgrad, Bugarska, 29. prosinca 1926.), bugarski i makedonski književnik.

## Životopis
Angel Karatančev diplomirao je na Sveučilištu u Sofiji. Bio je prosvjetni radnik. Utemeljio je i rukovodio Klubom književnika u gradu Sandanskom.
Član je Društva pisaca Makedonije (DPM) u Skoplju od 1997. godine.